# Багут-Сала

Багут-Сала — река в Ики-Бурульском районе Республики Калмыкия. Впадает в Шарын-Салу. Длина — 12 км. Площадь водосборного бассейна — 57,8 км². Относится к Западно-Каспийскому бассейновому округу

## Физико-географическая характеристика
Река Багут-Сала берёт начало в пределах Ергенинской возвышенности, в одноимённой балке, севернее посёлка Оран Булг. Как и у других рек бессточной области Западно-Каспийского бассейна, основная роль в формировании стока реки Багут-Сала принадлежит осадкам, выпадающим в холодную часть года. Вследствие значительно испарения в весенне-летний период роль дождевого питания невелика. Как правило, весь сток проходит весной в течение 30—50 дней, иногда этот срок сокращается до 10 дней.
На реке имеются две земляные плотины.

## Источник
- Атлас Республики Калмыкия, ФГУП «Северо-Кавказское аэрогеодезическое предприятие», Пятигорск, 2010 г., стр. 139, 140.